# Achot d'Artani
Achot d'Artani (mort en 918), aussi nommé Achot Coukh (i.e. Achot le Non-Mûr), est un comte d'Artani de la famille des Bagrations, régnant de 908 à 918.
Achot Bagration est le fils cadet du comte Gourgen Ier d'Artani et de son épouse inconnue. Il succède à son neveu David en tant que comte d'Artani. La Chronique géorgienne du XVIIIe siècle dit qu'il érigea Tbeth en évêché, avant de mourir, en 918.
Sans enfants, c'est son neveu Gourgen, fils de son frère Adarnassé, qui lui succède.

## Sources
- Marie-Félicité Brosset, Additions et éclaircissements à l'Histoire de la Géorgie, Académie impériale des sciences, Saint-Pétersbourg, 1851 (lire ce livre avec Google Books : books.google.fr), Addition IX, p. 155.
- Cyrille Toumanoff, Les dynasties de la Caucasie chrétienne de l'Antiquité jusqu'au XIXe siècle : Tables généalogiques et chronologiques, Rome, 1990, p. 130.